# Đurđevdan
Đurđevdan (serbisk kyrilliska: Ђурђевдан) är en syd-slavisk östlig ortodox kristen högtid som firas den 23 april enligt den julianska kalendern (den 6 maj enligt den gregorianska kalendern) och är högtiden för Sankt Göran som är en viktig slava. Sankt Göran är ett av de viktigaste helgonen inom den Serbisk-ortodoxa kyrkan och högtiden är starkt knutet till hyllningen av att våren har anlänt. Blomman liljekonvalj (serbiska: đurđevak) anses tillhöra högtiden.

## Firande
På serbiska heter Sankt Göran Sveti Đorđe (Свети Ђорђе). Đurđevdan firas av serber inte bara i Serbien utan även i Montenegro, Bosnien och Hercegovina, Kosovo och världen över i den serbiska diasporan. Även i Nordmakedonien firas sankt Göran på đurđevdan av de makedonier som har helgonet som sin slava.
Även goraner från Gora i Kosovo firar đurđevdan, trots att de är muslimer. Goraner är ett slaviskt folk som talar ett språk som är nära släkt med serbiskan men som konverterade till islam under 1700-talet och 1800-talet. Dock har de bevarat bland annat firandet av đurđevdan från den ortodoxa kyrkan, tillsammans med vissa andra kristna högtider. Denna högtid har sitt center runt byn Globočica men firas av de flesta goraner.
En liknande högtid som är tillägnad sankt Göran firas även i Bulgarien och inom den Bulgarisk-ortodoxa kyrkan (bulgariska: Гергьовден).
Đurđevdan (romani: Erdelezi) är även en stor högtid för romer från det forna Jugoslavien, oavsett om de är kristna eller muslimer. Denna högtid hyllar återkomsten av våren och är av de flesta ansedd som den viktigaste inom den romska kulturen.

## Galleri

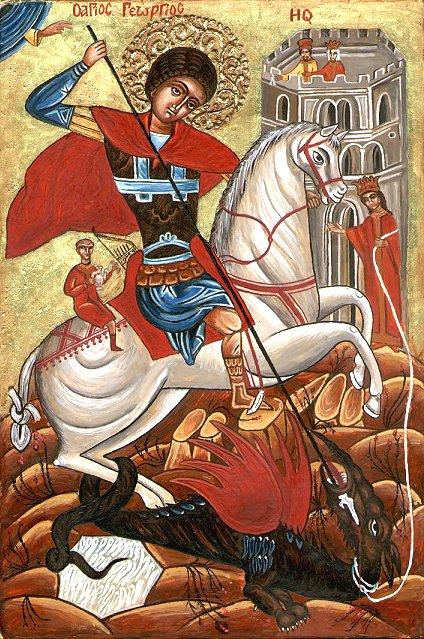
Sankt Göran.
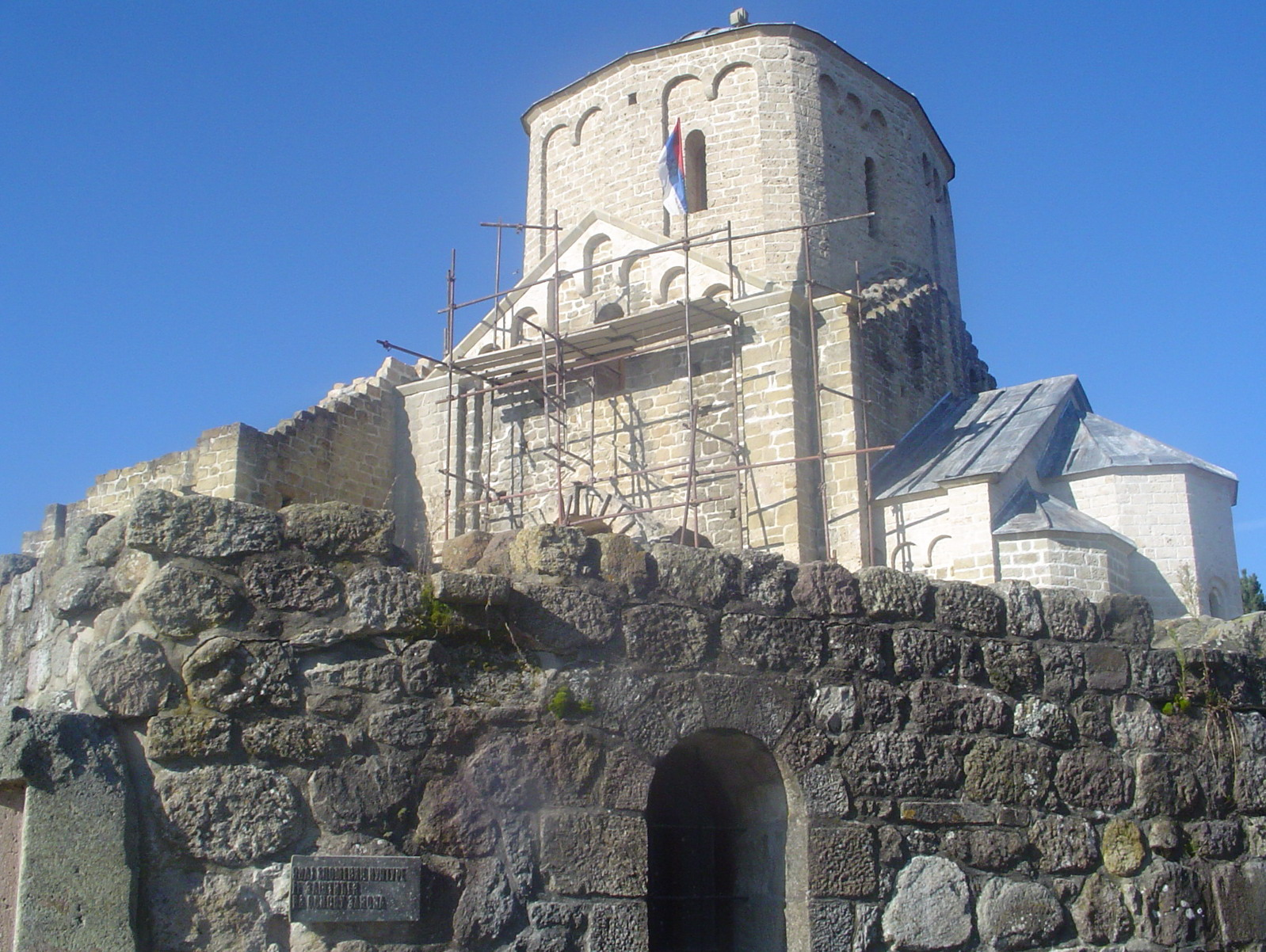
Đurđevi stupovi. Serbisk kyrka tillägnad sankt Göran.
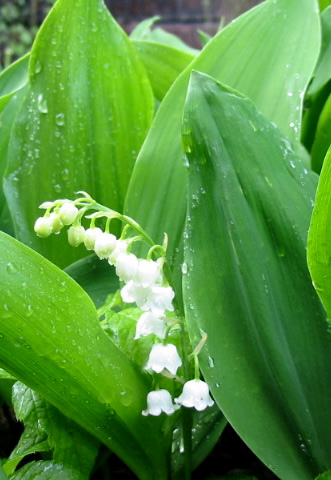
Liljekonvalj (đurđevak).
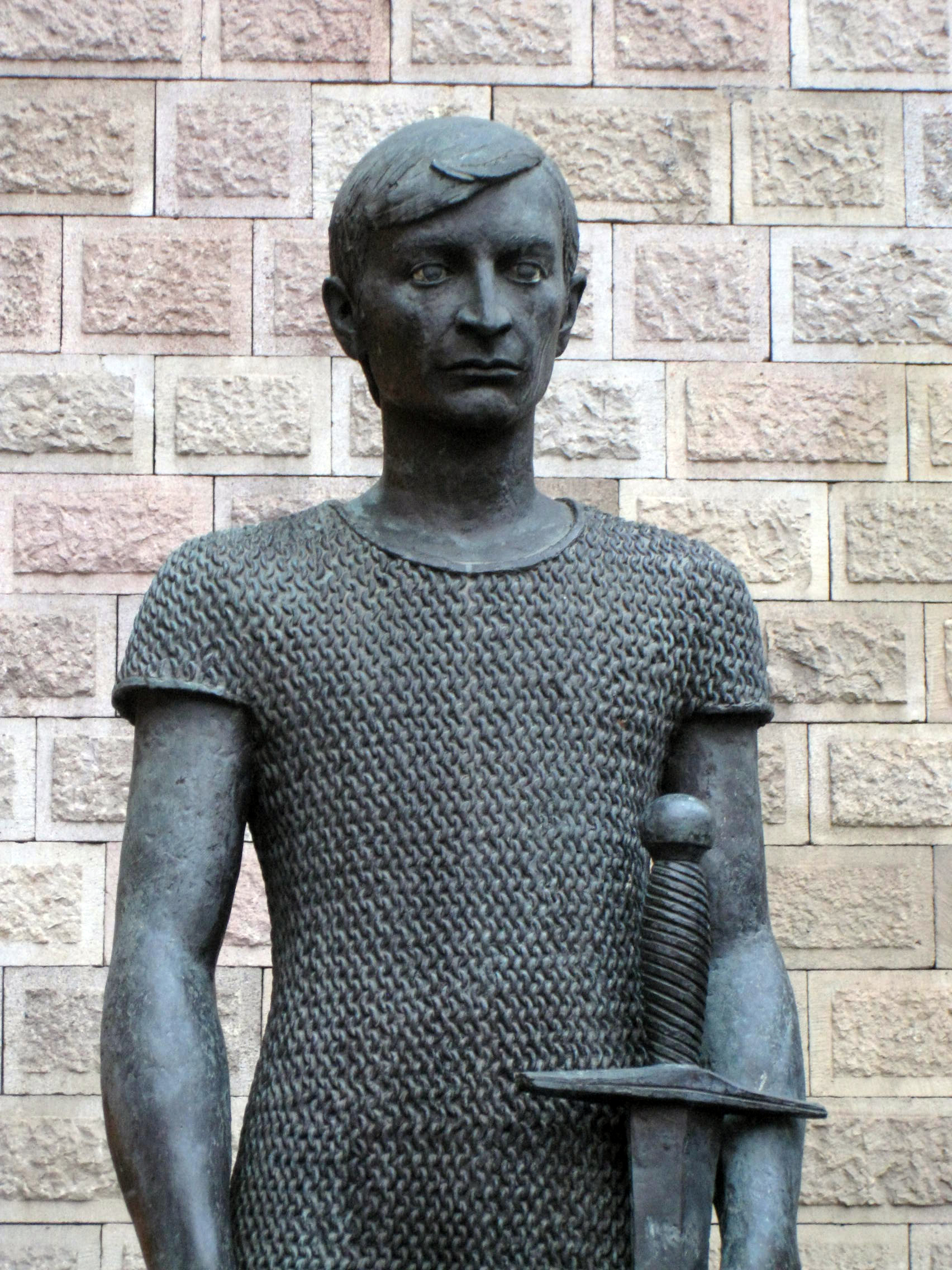
En staty av Sankt Göran utförd av Joan Rebull, i Rambla de Catalunya, Barcelona.